# Hiperlipèmia
Les hiperlipèmies, hiperlipoproteïnèmies, o hiperlipidèmies són el grup de dislipèmies més freqüents, i consisteixen en la presència de nivells elevats o anormals de lípids i/o lipoproteïnes en la sang.
Els lípids (molècules greixos) són insolubles en la sang, i es transporten dins d'una càpsula lipoproteica, i la densitat dels lípids i el tipus de proteïna determinen la sort de la partícula i la seva influència en les anomalies del metabolisme.
Les hiperlipidèmies es divideixen en dos subtipus: primàries i secundàries. La hiperlipidèmia primària sol ser deguda a causes genètiques (com ara una mutació en una proteïna receptora), mentre que la hiperlipidèmia secundària sorgeix a causa d'altres causes subjacents com la diabetis. Les anomalies dels lípids i les lipoproteïnes són freqüents en la població general i es consideren factors de risc modificables de malalties cardiovasculars a causa de la seva influència sobre l'ateroesclerosi. A més, algunes formes poden predisposar a pancreatitis aguda